# Flagge der Französischen Süd- und Antarktisgebiete

Flagge des Chefverwalters der TAAF

2:3 Seeflagge Frankreichs

Die Flagge der Französischen Süd- und Antarktisgebiete wurde mit dem Dekret 2007-18 angenommen und kann als Symbol der Gebiete neben der Flagge Frankreichs verwendet werden.

## Beschreibung und Bedeutung
Die Flagge zeigt auf einer blauen Grundfläche die französische Trikolore im linken Obereck. Auf dem Flugteil befindet sich eine Kombination der Buchstaben TAAF, den Anfangsbuchstaben des französischen Gebietsnamens (Terres australes et antarctiques françaises). Ergänzt wird diese Kombination durch fünf Sterne, die die fünf Distrikte des Gebietes symbolisieren: den Archipel Kerguelen, die Crozetinseln, das Adélieland, die Îles Éparses sowie Saint-Paul und Amsterdam.

## Geschichte
Bis die heutige Flagge am 23. Februar 2007 angenommen wurde, wurde als Symbol für die Gebiete inoffiziell die Flagge des Chefverwalters der Gebiete verwendet, die bis dahin nur drei Sterne aufwies. Sie standen für die Inselgruppen der Kerguelen, der Crozetinseln sowie Amsterdam und Sankt-Paul. Eingeführt hatte 1955 die Flagge, wie das Wappen der TAAF der erste Chefverwalter M. Richert.

## Weitere Flaggen der Gebiete
Um eine Konkurrenz gegenüber Billigflaggen aufzubauen, erlaubt Frankreich, dass Schiffe auf den  Kerguelen registriert werden, wodurch sie besondere Vorteile gegenüber den Schiffen des Mutterlandes erhalten. Diese Schiffe führen aber weiterhin die Seeflagge Frankreichs.